# Keir O'Donnell
Keir O'Donnell, född den 8 november 1978 i Sydney, Australien, är en australiensisk skådespelare. Han är mest känd från filmerna Wedding Crashers och Snuten i varuhuset. Han har även medverkat i TV-serier som Lost, CSI: Crime Scene Investigation och The Closer.

## Filmografi (i urval)
| År   | Titel                             | Roll                    | Notering  |
| ---- | --------------------------------- | ----------------------- | --------- |
| 2004 | 8 Simple Rules                    | Derek                   | 1 avsnitt |
| 2004 | Lost                              | Thomas                  | 1 avsnitt |
| 2005 | Wedding Crashers                  | Todd Cleary             |           |
| 2006 | CSI: Crime Scene Investigation    | Ken Richmond            | 1 avsnitt |
| 2006 | The Break-Up                      | Paul                    |           |
| 2006 | The Closer                        | Gerald Curtis           | 1 avsnitt |
| 2008 | It's Always Sunny in Philadelphia | Jan                     | 2 avsnitt |
| 2008 | Sons of Anarchy                   | Lowell Harland          | 4 avsnitt |
| 2009 | Snuten i varuhuset                | Veck Sims               |           |
| 2010 | When in Rome                      | Fader Dino              |           |
| 2010 | My Generation                     | Kenneth Finley          |           |
| 2011 | United States of Tara             | Kenneth Finley          | 7 avsnitt |
| 2012 | Searching for Love                | Danny                   |           |
| 2013 | A Case of You                     | Eliot                   |           |
| 2014 | Apornas planet: Uppgörelsen       | Finney                  |           |
| 2014 | American Sniper                   | Jeff Kyle               |           |
| 2015 | Fargo                             | Ben Schmidt             |           |
| 2022 | Ambulance                         | FBI-agenten Anson Clark |           |